# قبر يسوع
قبر يسوع أو قبر المسيح أو قبر عيسى بن مريم هو المكان الذي يُعتقد بأن يسوع أو النبي عيسى بن مريم كما يُسمى في الإسلام دفن فيه. في الإيمان المسيحي فإن قبر يسوع فارغ لأن الله أقام يسوع بعد صلبه بحسب المعتقدات المسيحية. ويُعتبر صلب يسوع وقيامته أهم حدثين في علم اللاهوت المسيحي، وهما أساس الإيمان المسيحي، ويُحتفل بهما في عيد القيامة. بينما يؤمن المسلمين بأن عيسى لم يُقتل ولم يُصلب ولا يعترفون بموت عيسى أو وجود قبر له، بل رفعه الله إليه. ويعتقد الكاثوليك والأرثوذكس الشرقيين والمشرقيين بأن يسوع دفن في كنيسة القيامة في القدس الشرقية في فلسطين بينما يعتقد بعض البروتستانت والإنجيليين أنه دفن في قبر الحديقة في القدس في فلسطين أيضًا.

## كنيسة القيامة

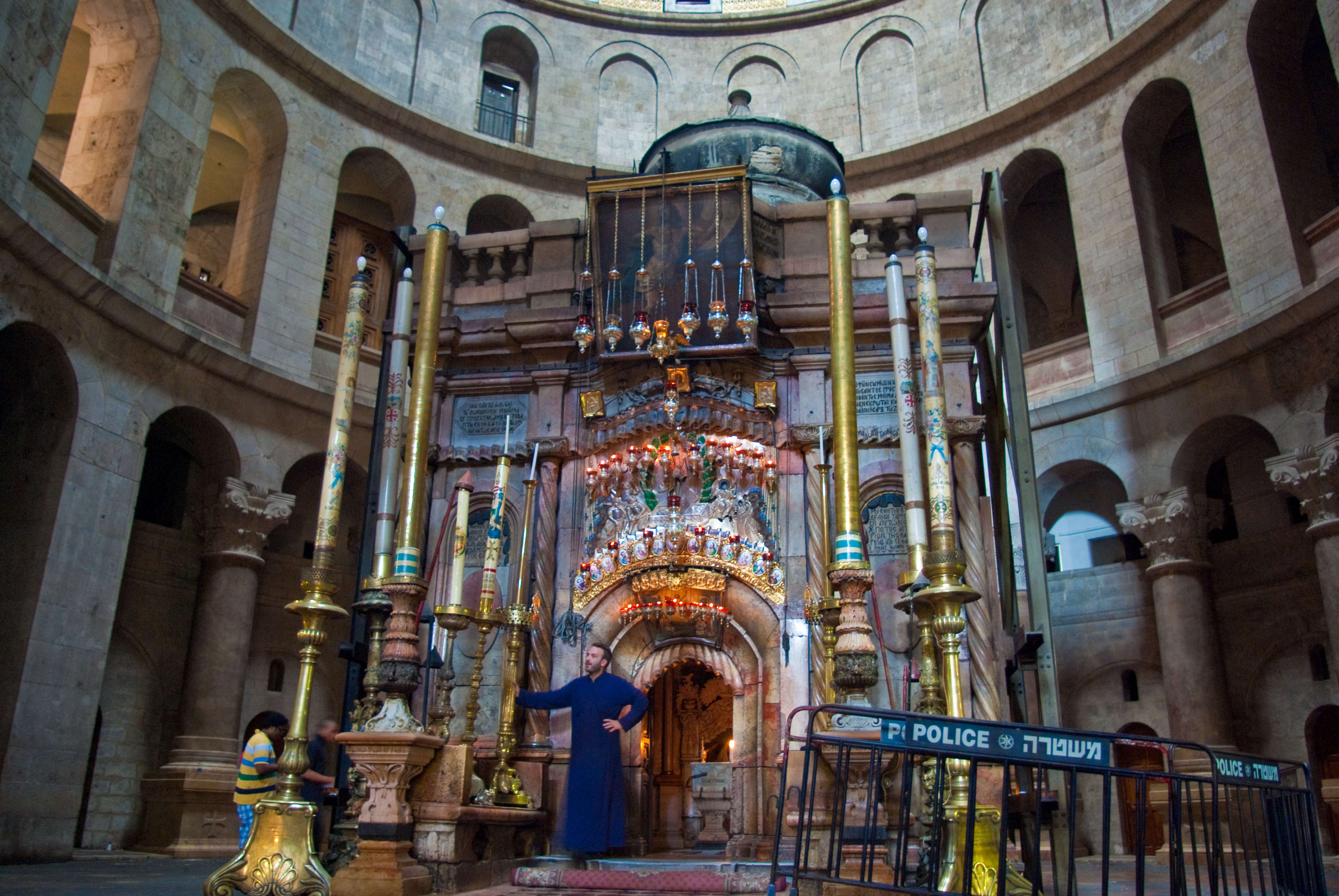
قبر يسوع في كنيسة القيامة في مدينة القدس.

كنيسة القيامة هي كنيسة تقع في حارة النصارى بالبلدة القديمة في القدس وهي أهم موقع وأقدس بالنسبة للمسيحية والعالم المسيحي،، ويعتقد بأن يسوع دفن فيها ويعتقد هذا الاعتقاد غالبية المسيحيين وكذلك الكاثوليك والأرثوذكس الشرقيين والمشرقيين بينما يعتقد البعض الآخر أنه لم يدفن في كنيسة القيامة بل دفن في قبر الحديقة في القدس ومعتقدي هذا الاعتقاد هم بعض البروتستانت والأنجيليين.

## مواقع أخرى

### قبر الحديقة

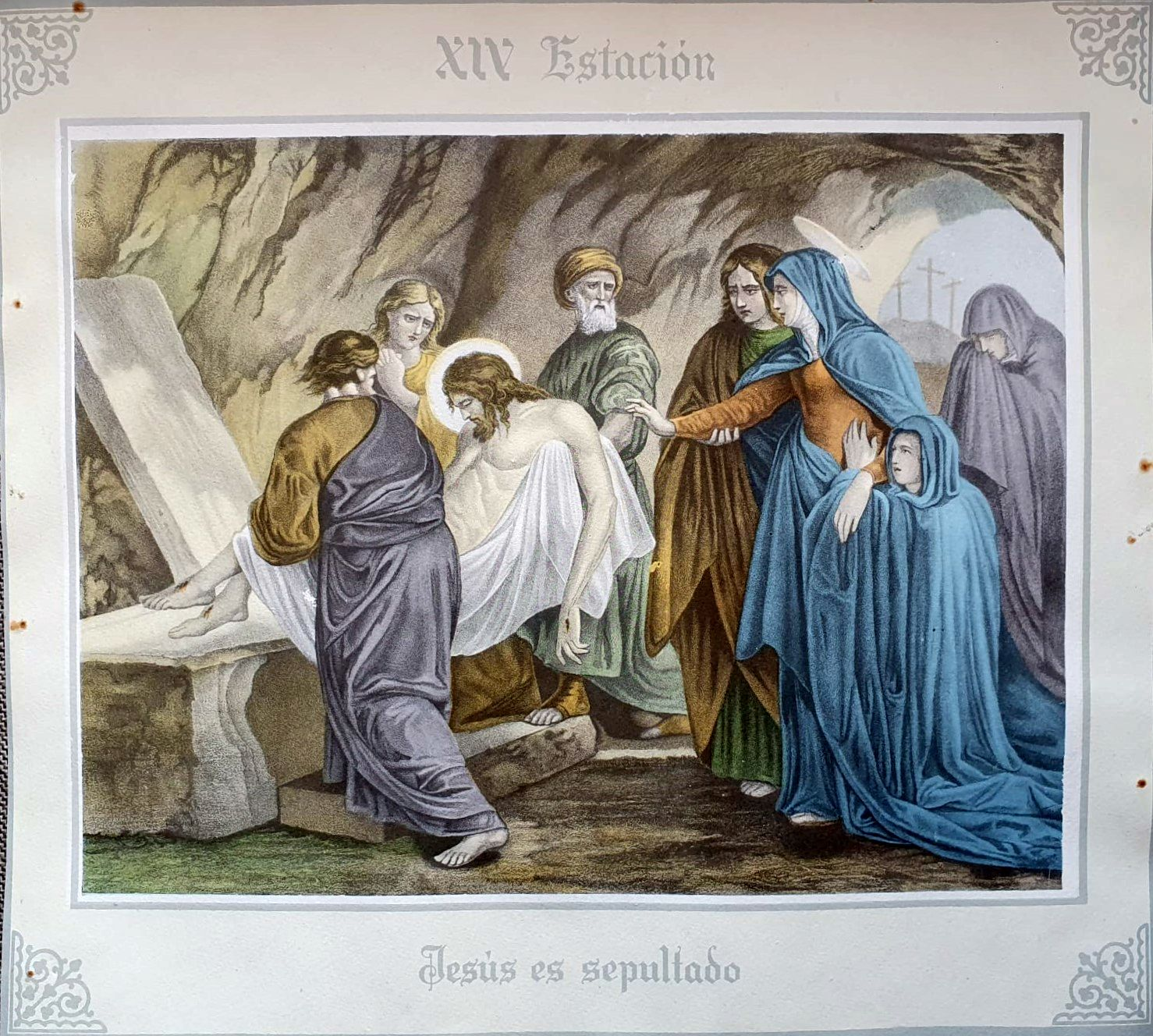
لوحة تصور وضع يسوع في التابوت وتعطيره بالبخور.

قبر الحديقة هو قبر منحوت في الصخر في القدس، تم اكتشافه عام 1867 ويعتقد بعض البروتستانت أنه قبر يسوع، أعتقد عالم الآثار الإسرائيلي غابرييل باركاي أن قبر الحديقة يعود تاريخه إلى القرنين الثامن والسابع قبل الميلاد.

### قبر تلفيوت
قبر تلفيوت قبر اكتشف في عام 1980 في مستوطنة شرق تليفوت الإسرائيلية على بعد خمسة كيلومترات من القدس القديمة. كان في القبر عشر صناديق لعظام موتى على ستة منها نقوشات أحدها فسر بأنه «يشوع بَر يوسف» أي يسوع بن يوسف، مع اختلاف حول ذلك.

### روزا بال
روزا بال هو ضريح يقع في خانيار وسط كشمير وكلمة «روزا» تعني «قبر» وكلمة «بال» تعني «مكان» ويعتقد سكان هذه المنطقة أن هناك حكيم دفن في الضريح مع رجل دين مسلم وهو مير سيد نصير الدين، ويعتقد الأحمديون أن يسوع دفن في الضريح ومازالوا يعتقدون هذا الاعتقاد حتى اليوم.

### شينغو
شينغو هي قرية في محافظة آوموري، اليابان. تسمى أيضا «بيت المسيح» (باليابانية: キリストの里) لانها تدعي انها المثوى الأخير ليسوع. حسب الفلكور المحلي لم يمت يسوع على الصليب في فلسطين بل مات أخوه ايسوكيري بدله على الصليب بينما هرب يسوع عبر سيبيريا وألاسكا حتى وصل إلى شينغو في اليابان. أصبح فلاحًا في القرية وتزوج وخلف عائلة ودفن في «قبر يسوع» الموجود في القرية. ليس هناك دليل يبرهن صحة هذا الادعاء ومع ذلك قام بعض المستثمرين بإقامة محلات لبيع هدايا تذكارية عن يسوع إلى السيّاح. وفي قبر آخر في القرية هناك اذن أخي يسوع وشعر للعذراء مريم. بدأت هذه الدعاوى 1933 عندما اكتشفت أوراق قديمة تتكلم عن موت يسوع في اليابان وأنها تشهد له. صادرت السلطات اليابانية هذه الأوراق ولم يشاهدها أحد بعد ذلك.